# الرباحية (مقاطعة إدارية)
الرباحية أو نزرق وهي مقاطعة إدارية تابعة لبلدية أولاد خالد بسعيدة وهي أكبر مدنها.
يحدها من الجنوب مدينة سعيدة ومن الشرق بلدية عين السلطان ومن الغرب بلدية سيدي أحمد ومن الشمال بلدية سيدي أعمر. تعرف بناديها الرياضي وأخرجت عدة شهداء ومجاهدين وأئمة وحفظة لكتاب الله. يقدر عدد سكانها بحوالي 200 ألف نسمة ويشكل عرش أولاد خالد الغالبية فيها إذ يعد من أكبر العروش في ولاية سعيدة والغرب الجزائري قاطبة.